# Ambulancha

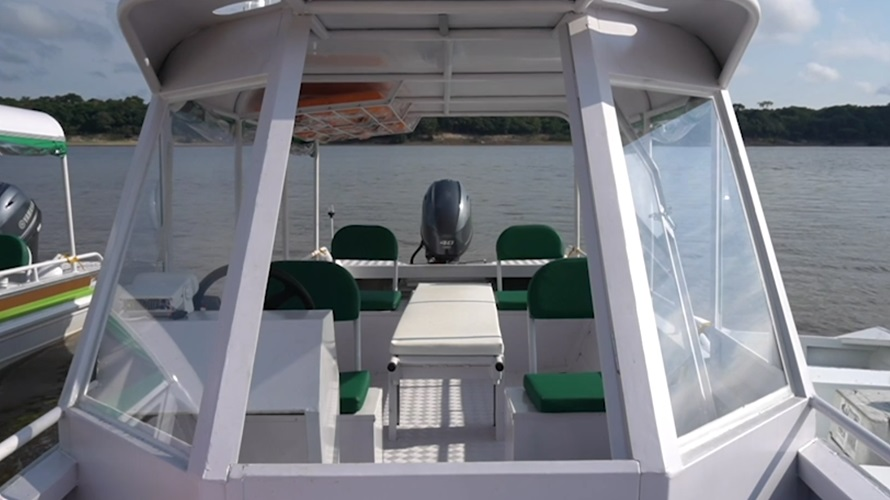
Ambulancha de uso na Amazônia, vista da frente e interior

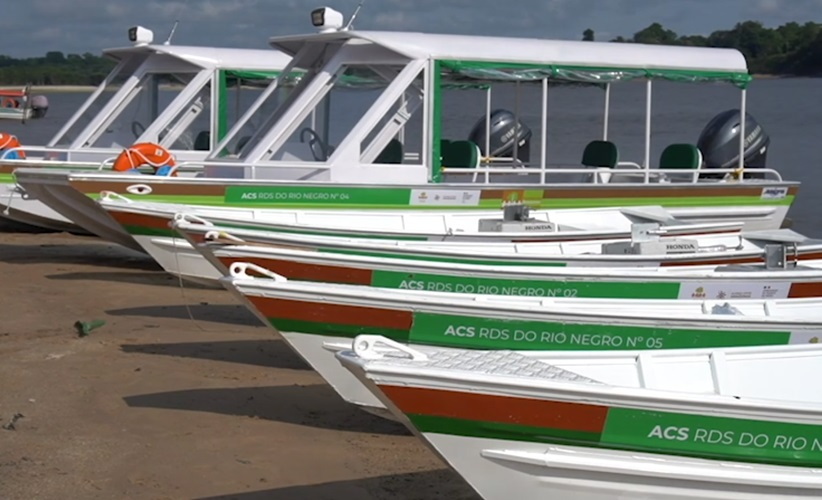
Ambulanchas de uso na Amazônia, vista lateral

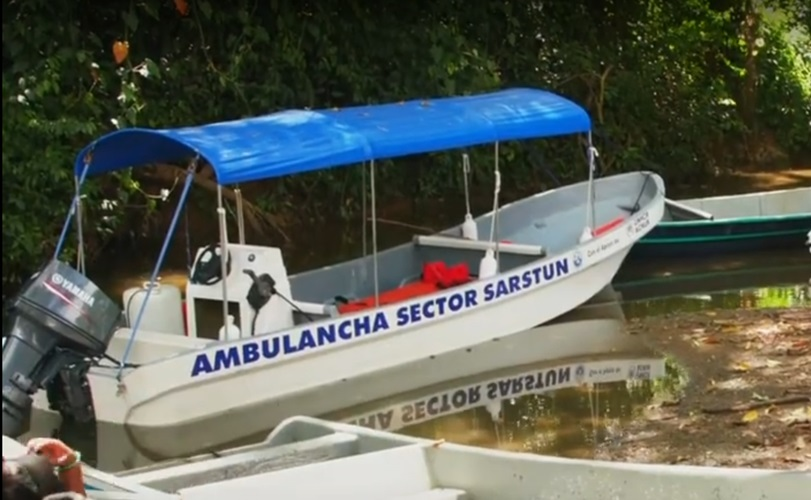
Ambulancha da Guatemala

Ambulanchas são embarcações adaptadas para funcionar como ambulâncias em vias aquáticas, como rios, lagos, litoral marítimo. Lanchas ou barcos são construídos e/ou adaptados para disporem de local apropriado para transportar e/ou prestar atendimento de emergência a pacientes de áreas ribeirinhas, ilhas isoladas, praias, margens de lagos.
Dispõe em geral de equipamentos médicos essenciais como cilindros de oxigênio, macas, medicamentos, seringas, agulhas, soros para picada de animais, curativos, instrumentos cirúrgicos, sondas, etc. Podem contar com instalações para suporte avançado de vida, incluindo monitoramento cardíaco, desfibriladores e ventiladores para respiração artificial. Geralmente, possuem motores potentes que permitem velocidade suficiente para reduzir significativamente o tempo de resposta a emergências.
Pacientes podem ser transportados por essas embarcações e também podem ser atendidos em emergências como acidentes, doenças agudas como infarto do miocárdio, infecções, desidratação, além de partos e pequenos procedimentos cirúrgicos. Têm sido essenciais durante crises como a pandemia de Covid-19, acidentes com múltiplas vítimas e outras.
No Brasil muitas regiões dispõem dessas embarcações, que prestam um serviço essencial para populações, que de outra forma poderiam desassistidas. Na Amazônia, as populações ribeirinhas são atendidas por ambulanchas em diversos municípios. Nessas regiões, o acesso por terra às cidades e comunidades é precário ou inexistente, e as ambulanchas são fundamentais.
Em regiões metropolitanas como Salvador as ambulanchas oferecem a ágil remoção de pacientes para os centros de saúde e hospitais. O acesso a alguns municípios por estradas e rodovias implica trajetos longos contornando a Baía de Todos os Santos. Por mar, os deslocamentos são mais retilíneos e rápidos. Belém/PA, Porto Velho/RO e Manaus/AM são outras grandes metrópoles assistidas por ambulanchas.
Os principais desafios operacionais às ambulanchas incluem a navegação em rios com bancos de areia, banzeiros (ondas grandes formadas nos rios), e períodos de seca, que podem tornar certas partes dos rios inacessíveis. Além disso, a falta de sinal de telefonia e internet em áreas remotas dificulta a comunicação com centros médicos e hospitais, complicando ainda mais a logística de emergência.
O Serviço de Atendimento Móvel de Urgência (SAMU) em muitos municípios contam com ambulanchas que seguem especificações rígidas para uma maior confiabilidade.
Embora o uso de ambulanchas seja mais notável no Brasil, outras regiões do mundo com grandes sistemas fluviais e comunidades isoladas adotaram conceitos similares. Países como Noruega, Suécia, Estados Unidos, Indonésia, Filipinas e partes da África com vastas áreas aquáticas também implementaram embarcações adaptadas para serviços médicos de emergência.
Assim como as ambulanchas, outras formas alternativas de veículos têm sido utilizadas há muito tempo para suprir as necessidades de transporte de pacientes, frente à carência de recursos ou barreiras geográficas, como o relevo e a selva. São exemplos o burro-ambulância e a bicicleta-ambulância.